# ヴイエの戦い

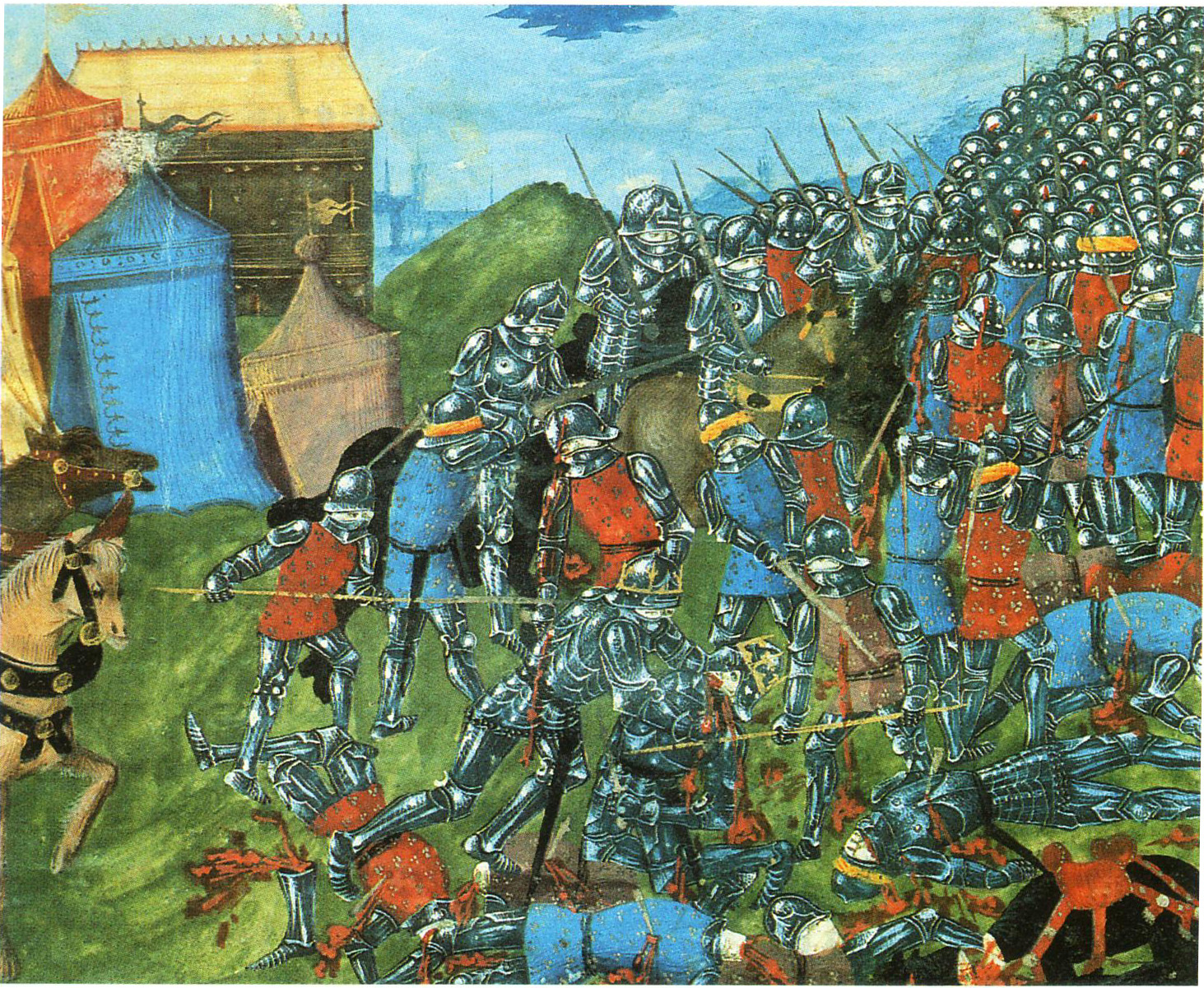
一騎打ちでアラリック2世を倒すクロヴィス1世。15世紀の細密画

ヴイエの戦いは、507年春にガリアの西ゴート王国領北部の沼地、現在のポワチエに近いヴイエ付近で、クローヴィス1世率いるフランク王国軍と、アラリック2世率いる西ゴート王国軍が衝突した戦争。フランク軍がアラリック2世を討ち取って勝利し、5世紀末から両者の間で続いたフランク・西ゴート戦争に決着がついた。

## 背景
クロヴィス1世のフランク王国は、ライン川東岸のアレマン人やローヌ川峡谷のブルグント人を破って勢力を拡大し、アクィタニアとヒスパニアを支配するアラリック2世にとって脅威となりつつあった。東ゴート王テオドリックが仲介を試みたが失敗し、クロヴィス1世はアクィタニアとアラリック2世の根拠地トゥールーズの征服に乗り出した。対するアラリック2世は、自身の軍と、クレルモンのアポッリナリス率いるオーヴェルニュの民兵軍を合わせて、ガリアのフランク軍を迎撃しに向かった。

## 戦闘
クロヴィス1世の軍勢は雨で増水したヴィエンヌ川に一時足止めを受けたものの、西ゴート軍と遭遇するまでにヴイエの南まで進軍できた。彼は投射武器兵を自軍の側面に配置し、残りを押し出して白兵戦を挑んだ。アラリック2世の西ゴート軍は、数や装備の質で勝っていたものの、アポッリナリスを除くオーベルニュ軍の指揮官が全員死んでしまったため、動揺が起きた。伝えられるところによれば、クロヴィス1世は乱戦の中でみずからアラリック2世を討ち取ったという。王を失った西ゴート軍は潰走した。クロヴィス1世とフランク軍は南進を続けてトゥールーズを占領し、西ゴート王の財宝を略奪した。

## その後
戦闘に勝利したクロヴィス1世は、東ローマ皇帝アナスタシウス1世から名誉職として執政官とパトリキウスの地位を与えられた。西ゴート王国はセプティマニアに撤退して勢力を保持したが、トゥールーズをはじめとした南フランスの大部分をフランク王国に奪われた。アラリック2世の庶子ゲサリックはナルボンヌを拠点として反撃の機をうかがったが、フランク王国と同盟したブルグント王国にここを奪われたのち廃位され、後に殺害された。クロヴィス1世は最終的にアングレームからも西ゴート勢力を追い出し、息子テウデリク1世はヒスパニアの西ゴート人も破った。